# Лукановка (Николаевская область)
Лукановка (укр. Луканівка) — село в Первомайском районе Николаевской области Украины.
Население по переписи 2001 года составляло 1131 человек. Почтовый индекс — 55113. Телефонный код — 5133. Занимает площадь 4,491 км².

## Местный совет
55113, Николаевская обл., Кривоозерский р-н, с. Лукановка, ул. Бодни, 127